# Paratropes lateralis
Paratropes lateralis är en kackerlacksart som först beskrevs av Johann Friedrich von Eschscholtz 1822.  Paratropes lateralis ingår i släktet Paratropes och familjen småkackerlackor. Inga underarter finns listade i Catalogue of Life.